# Неовердерманния
Неовердерманния (лат. Neowerdermannia) — род суккулентных растений семейства Кактусовые (Cactaceae) произрастающий на территории стран Южной Америки. На 2023 год, включает два вида.

## Название
Родовое латинское название Neowerdermannia было дано в честь Эриха Вердерманна (нем. Erich Werdermann, 1892—1959) — немецкого ботаника и миколога. Префикс «neo» был добавлен, чтобы отличить этот род от существовавшего на тот момент рода Werdermannia (который в настоящее время является синонимом рода Sibara).
Русскоязычное название является транслитерацией латинского.

## Описание
Представители данного рода являются небольшими растениями, которые отличаются слабо выраженными ребрами и углублениями на вершине бугорков, где располагаются цветки.
Цветки имеют воронковидную форму, небольшие в размере и могут быть окрашены в белый или лилово-розовый цвет. После опыления, растения развивают шаровидные плоды красновато-коричневого цвета, в которых находятся черно-коричневые, матовые семена.

## Распространение
Природный ареал — Аргентина, Боливия, Чили и Перу. Встречаются на высоте 2200-4330 м над уровнем моря.

## Таксономия
Neowerdermannia Frič, первое упоминание в Kaktusář 1: 85 (1930).

### Виды
Подтвержденные виды по данным сайта Plants of the World Online на 2023 год:
- Neowerdermannia chilensis Backeb.
- Neowerdermannia vorwerkii Frič

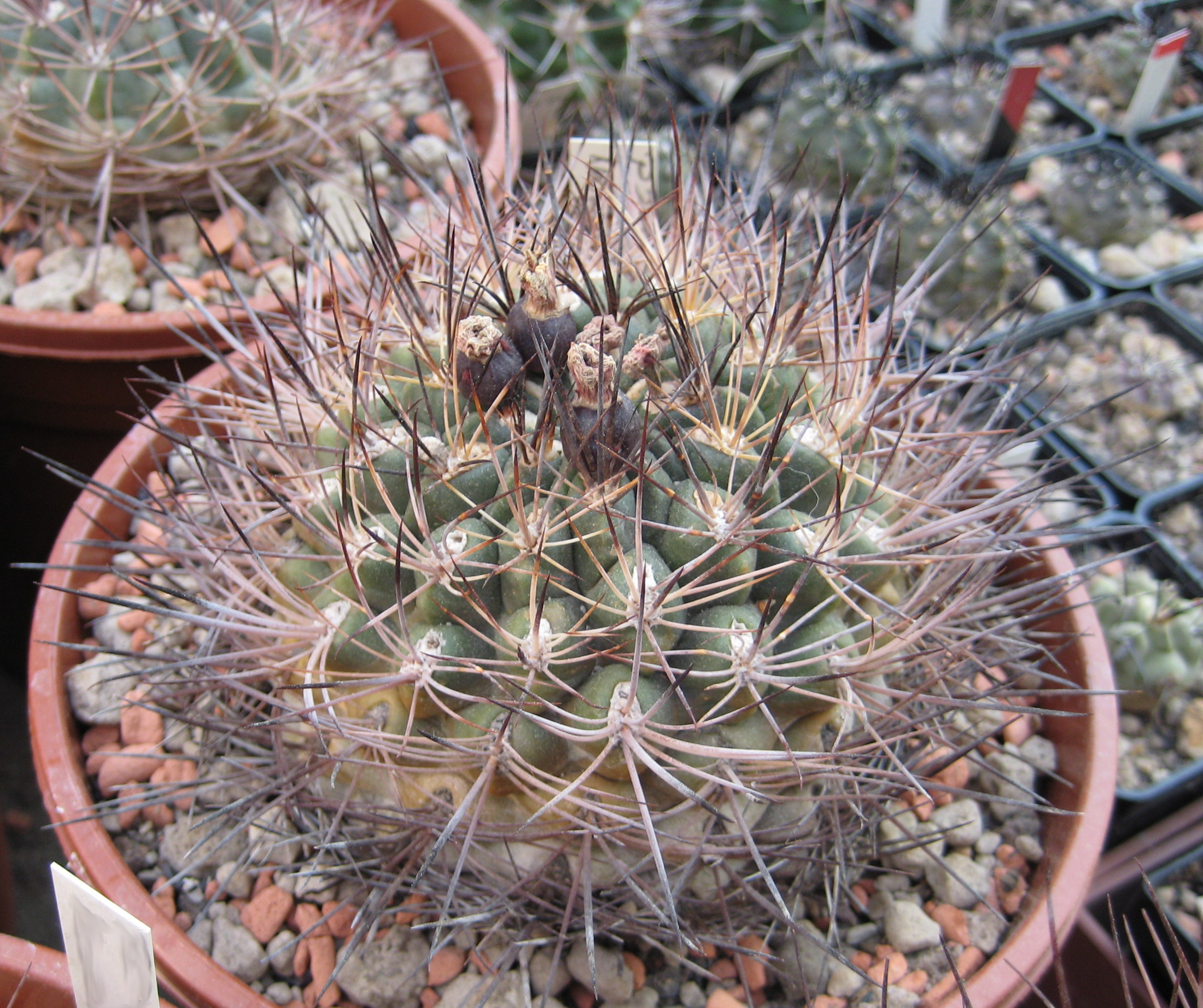
Neowerdermannia chilensis
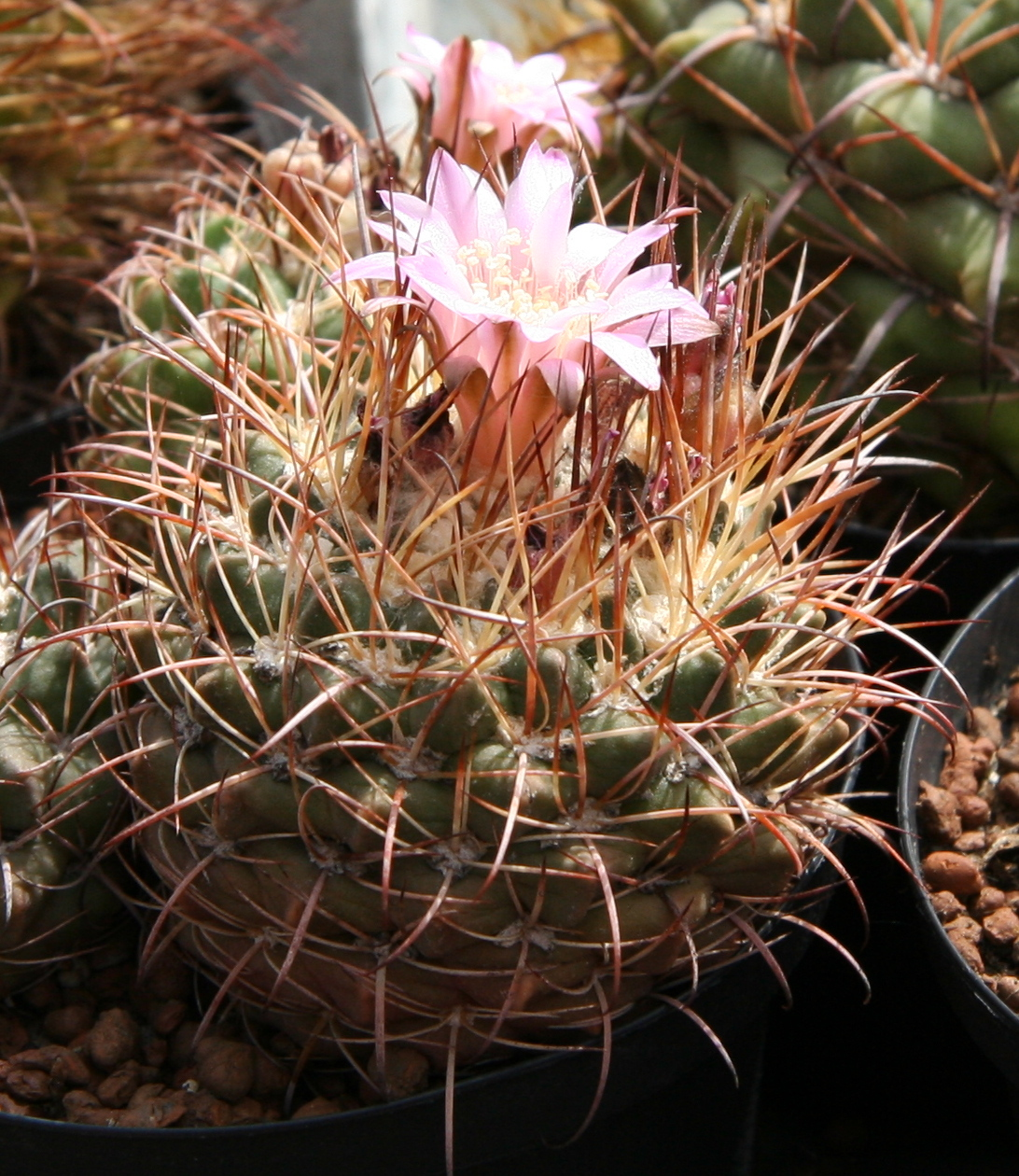
Neowerdermannia vorwerkii